# Manuel Gondra
Manuel Gondra Pereira (Ciudad de Buenos Aires, 1 de enero de 1872- Asunción, 8 de marzo de 1927) fue un político paraguayo de origen argentino que ejerció como 21.er presidente de Paraguay, del 25 de noviembre de 1910 al 17 de enero de 1911; y entre el 15 de agosto de 1920 y el 7 de noviembre de 1921, respectivamente.
Manuel Gondra Pereira fue una figura de gran importancia política en la historia del Paraguay y que dejó su impronta en el campo de las relaciones internacionales. Filólogo, lingüista, historiador y ensayista, integra la generación conocida como los «novecentistas». Prestigioso intelectual y maestro de juventudes, militó en la corriente radical del Partido Liberal y fue dos veces presidente de la República del Paraguay.

## Biografía
Nació en Buenos Aires el 1 de enero de 1872. De madre paraguaya, ypanense Natividad Josefa Pereira Oscáriz y padre tucumano Manuel José Gondra Alcorta, fue traído de niño al hogar solariego. En Paraguay hizo su carrera estudiantil, la política y la intelectual. Como argentino, Gondra sabía que no podía acceder a candidaturas, pero en la nómina de diplomados de bachiller en 1900 aparece como paraguayo. 
Terminó la secundaria en diciembre de 1900, a los 29 años.
existen versiones de que habría nacido en Ypané (pueblo natal de su madre) o aún a bordo de un barco, la mayoría de los autores dan por hecho que Manuel Gondra nació en Villeta el 1 de enero de 1872, hijo del argentino Manuel Gondra Alcorta y de la paraguaya Josefa Natividad Pereira. Otras fuentes citan su lugar de nacimiento la ciudad de Buenos Aires, capital de la República de Argentina, emigrando su familia al Paraguay e instalándose en Villeta. 
Su familia vivió en Villeta, donde Gondra realizó sus primeras letras para luego trasladarse a Asunción donde cursó sus estudios secundarios en el Colegio Nacional de la Capital. Desde muy joven enseñaba gramática, literatura y geografía en las mismas aulas que le tuvieron como alumno pupilo. Su ilustración era vastísima y prodigiosa su memoria. De ella podía extraer, como de fichero bien organizado, la cita oportuna para apoyo de cualquier planteo.

## Carrera política y periodística
Manuel Gondra fue uno de los fundadores de El Tiempo, diario donde escribía con el grupo de Blas Garay, Manuel Domínguez, Fulgencio R. Moreno y Emeterio González. Colaboró también en La Democracia, La Semana, El Independiente, La Prensa y El Diario. Se destacó como el literato más brillante y autorizado del Paraguay de su época. La producción de Gondra ha sido de gran valor. Desde comienzos del siglo hasta la hora de su muerte, Gondra fue jefe y mentor de "El Liberal", medio que le llevaría a la presidencia de la República dos veces.

### Presidente de Paraguay
Desde agosto de 1905 hasta julio de 1908 fue enviado extraordinario y plenipotenciario ante el Gobierno de Brasil. A su regreso de Río de Janeiro integró la Liga de la Juventud Independiente en las filas liberales y en octubre de 1908 fue nombrado ministro de Relaciones Exteriores. Un año y medio después, el 14 de mayo de 1910, fue proclamado candidato a la presidencia. Ganó y asumió el 25 de noviembre de 1910, pero a pesar de los esfuerzos de Gondra, hubo varios conatos de revolución. El 17 de enero de 1911 Gondra renunció al cargo ante el Congreso.
Fue también ministro plenipotenciario en Washington. El 15 de agosto de 1920 asumió por segunda vez la presidencia, y fue responsable de establecer los primeros contactos para traer al Paraguay a los colonos menonitas. Manuel Gondra fue uno de los principales defensores de la diversidad e igualdad, Derechos Humanos y apertura del Paraguay a pueblos extranjeros militando activamente en contra la discriminación de todo tipo.  Sus dos misiones ante el gobierno del Brasil le conquistaron el respeto y la estima del Barón de Río Branco (hijo del Vizconde), y al poco tiempo de haber asumido su segundo mandato, comenzó a demostrar su disconformidad con la dependencia del Paraguay respecto de la Argentina, impulsando con fuerza la ruptura de esa condición. También Eusebio Ayala defendió un mejor aprovechamiento de Puerto Esperanza, en las márgenes del río Paraguay en Mato Grosso y la construcción de una vía férrea uniendo la actual Foz de Iguazú a Asunción. A Gondra se debe el inicio de esa visión geopolítica de salida al Este y de mayor acercamiento al Brasil para salir de la hiperdependencia de la Argentina.
Representando al Paraguay en la V Conferencia Panamericana, realizada en Santiago de Chile el año 1924, alcanzó resonante éxito internacional con la llamada »Convención Gondra», aprobada por unanimidad sin una sola enmienda. Al proponer allí el arbitraje obligatorio entre las naciones americanas como instrumento jurídico para eliminar del continente los peligros de una guerra, emitió conceptos tan hermosos como este: «En un conflicto entre Estados puede el débil ser justo; puede serlo el fuerte. Pero la injusticia del uno está limitada por su propia impotencia, al paso que la del otro puede pretender llegar donde llegue su fuerza. Por eso, no pudiendo hacer que el justo sea siempre fuerte, nos hemos empeñado porque el fuerte sea siempre justo».

## Fallecimiento
Don Manuel Gondra vivió y murió pobre. Era conocido por ir al Palacio de los López, sede del gobierno, a pie en vez de usar el carruaje presidencial. No amaba la política ni los halagos del poder. Siempre que podía sustraerse a la función pública se recogía en la penumbra fecunda de su biblioteca para leer y meditar. Su vida austera estuvo dedicada a la cultura, a la idea, al bien público y a los altos ideales de justicia y libertad. Su biblioteca particular ha sido una de las más valiosas del Paraguay y después de su fallecimiento fue adquirida por la Universidad de Austin, en el Estado de Texas.
Rodeado del respeto de sus conciudadanos, de todos los credos políticos, falleció en Asunción el 8 de marzo de 1927. En cumplimiento de su postrera voluntad, sus restos reposan a cielo abierto, en las soleadas campiñas de Ypané.

## Actuación
Ingresó en la Facultad de Derecho y Ciencias Sociales de Asunción, pero abandonó sin terminar la carrera, entregándose de lleno a la docencia, a la política y al periodismo. Desde agosto de 1905 hasta julio de 1908 fue enviado extraordinario y plenipotenciario ante el Gobierno de Brasil. En julio de 1908, a su regreso de Río de Janeiro integró la Liga de la Juventud Independiente en las filas liberales y en octubre de 1908 fue nombrado ministro de Relaciones Exteriores. Un año y medio después, el 14 de mayo de 1910, fue proclamado candidato a la presidencia. Ganó y asumió el 25 de noviembre de 1910. A pesar de los esfuerzos de Gondra, hubo varios conatos de revolución. El 18 de enero de 1911 (un mes después de haber asumido), Gondra renunció al cargo ante el Congreso. El 15 de agosto de 1920 asumió por segunda vez la presidencia, pero tuvo que renunciar otra vez a ella el 29 de octubre de 1921.

## Alberdi y Gondra
Cuenta el escultor argentino Erminio Blotta (1892-1976):

Estando yo en Luque recibo un telegrama para hacer el busto del primer maestro argentino de Anatomía. Me fui a Rosario [Argentina]. Como allí no tenía taller, me fui a trabajar a la casa de Oliverio Girondo [poeta, 1891-1967] en Buenos Aires. Allí nos visitaba el rosarino Dr. David Peña. En una oportunidad [1920] llegó un señor de visita, don Manuel Gondra, que venía desde Washington a hacerse cargo por segunda vez de la presidencia de Paraguay, y entonces el Dr. Peña le dijo a Gondra: «Este mocito es muy amigo del Paraguay, está en Luque, y ha estado en Villeta». El nombre de Villeta sorprendió a Gondra: «¡Yo soy de Villeta, mire qué casualidad!». Y luego saca un papel y me lo muestra: «En el barco pensé que una de las primeras cosas que voy a hacer como presidente es erigirle un busto a Alberdi para que sea ubicado en el eje de la calle que lleva su nombre en Asunción, sobre la Plaza del Congreso». Yo me ofrecí a hacérselo y él se negó, diciendo que para eso había que hacer el decreto previamente, ver de dónde se obtenían los fondos, etc. Yo no quise saber nada, le dije que lo haría y lo hice. A los cinco meses llegué a Asunción, por ferrocarril, con el busto de Alberdi. Me presenté a Gondra y le di la noticia. Él se sorprendió muchísimo y me dijo que lo haría retirar de la Aduana inmediatamente. Al salir del palacio me encontré con Juan Stefanich [político, paraguayo, 1889-1979], a quien le conté el caso y al otro día una manifestación estudiantil llevó el busto en procesión hasta el lugar que había señalado Gondra. Este estaba con el intendente municipal, quien prometió para el día siguiente empezar las obras del pedestal. Pero el pedestal nunca se hizo. Cayó Gondra en una revolución, pasó el tiempo y un día recibo carta de Delgado Rodas comunicándome que el famoso busto estaba en una escuela de Barrero Grande (que hoy se llama Eusebio Ayala. ¿Qué había pasado? El presidente Guggiari regaló el busto a la Casa Argentina en Asunción, ignorando los antecedentes del mismo, y la Casa Argentina le hizo un hermoso pedestal de mármol y lo obsequió a la escuela Juan Bautista Alberdi de Barrero Grande. Más tarde fui a ver el busto. Se me cayó el alma al piso: estaba ubicado detrás de un pozo de agua, teniendo como fondo un bananal. Luego Raúl Amaral ―que era funcionario de la embajada argentina― arregló el busto, lo puso en otro lugar, le hizo un arco y está muy bien. O’Leary me había dicho que debía volver a Asunción para ubicarlo en el Panteón de los Héroes, pero no pasó nada. Sigue en Barrero Grande.
Erminio Blotta (escultor argentino, 1892-1976)